# Tonje Larsen
Tonje Larsen (Tønsberg, 26 de enero de 1975) es una exjugadora noruega de balonmano, campeona olímpica, mundial y triple campeona europea. Con la selección noruega disputó 264 partidos y anotó 567 goles.

## Trayectoria

### Clubes
Se formó en el Tønsberg Turn antes de firmar en 1993 por el Larvik HK, club con el que conquistó múltiples ligas y copas nacionales, además de la Recopa de Europa (2005 y 2008) y la Liga de Campeones (2011). Entre 1998 y 1999 jugó en el Viborg HK danés, donde fue campeona de liga y alzó la Liga EHF.
Debido a una tendinitis rotuliana, estuvo fuera del equipo en 2001 y entre 2003 y 2008. Durante ese tiempo, siguió jugando en el Larvik, centrada principalmente en la defensa, ya que sus rodillas no podían soportar el mayor esfuerzo del juego ofensivo. Su carrera parecía estar en peligro, e incluso llegó a plantearse la retirada. Finalmente, se sometió con éxito a una operación en 2006.

### Trayectoria de clubes
- 1993–1998:  Larvik HK
- 1998–1999:  Viborg HK
- 1999–2015:  Larvik HK

### Selección
Debutó con la absoluta el 5 de junio de 1992 y pronto se consolidó como pieza clave de la defensa noruega. Su palmarés incluye el oro olímpico en Pekín 2008, el Campeonato del Mundo de 1999 y tres Campeonatos de Europa (1998, 2008 y 2010).

## Premios y títulos

### Con la selección
- 1 x Juegos Olímpicos de Pekín 2008 (2008)
- 1 x Campeonato Mundial de Balonmano Femenino de 1999 (1999)
- 3 x Campeonato Europeo de Balonmano Femenino (1998, 2008, 2010)

### Con sus clubes
- 1 x Liga de Campeones de la EHF Femenina (2011)
- 2 x Recopa de Europa de Balonmano Femenino (2005, 2008)
- 12 x Liga noruega (1996, 1998, 2000, 2001, 2002, 2003, 2005, 2006, 2007, 2008, 2009, 2010)
- 8 x Copa de Noruega de Balonmano Femenino (1996, 1998, 2000, 2003, 2004, 2005, 2006, 2007)
- 1 x Liga danesa de balonmano femenino (1999)

### Premios individuales
- Mejor jugadora de la Liga noruega (2002, 2003)
- Equipo-All-star en el Campeonato de Europa (2008)
- Estatuilla del balonmano (Handballstatuetten, 2016) de la Federación Noruega.[8]

## Vida personal
En diciembre de 2013 anunció su embarazo, motivo por el cual se ausentó el resto de la temporada con Larvik HK, aunque manifestó su intención de regresar a las pistas.